# 灰小卷蛾属
灰小卷蛾属（学名：Pseudosciaphila）是卷蛾科下的一个属。

## 下属物种
本属包括以下物种：
- Pseudosciaphila branderiana (Linnaeus, 1758)
- Pseudosciaphila duplex (Walsingham, 1905)